# Eishockey-Weltmeisterschaft der U20-Junioren 2026
Die Eishockey-Weltmeisterschaft der U20-Junioren 2026 soll die 50. Austragung der von der Internationalen Eishockey-Föderation IIHF veranstalteten Eishockey-Weltmeisterschaft in der Altersklasse der Unter-Zwanzigjährigen (U20) werden.
Die Top-Division der Weltmeisterschaft soll dabei vom 26. Dezember 2025 bis zum 5. Januar 2026 in den Zwillingsstädten Minneapolis und Saint Paul in den Vereinigten Staaten stattfinden. Die USA waren zuletzt 2018 Gastgeber der U20-Weltmeisterschaft.